# 怠倦症候群
《怠倦症候群》（羅馬化：Phawa Rak Khon Mot Fai）是一部由《他不是我》的导演阿努查·本尼雅瓦塔纳（Nuchie）执导，钟朋·阿卢迪吉朋（Off）、阿塔潘·彭萨瓦（Gun）、吉拉瓦·苏提瓦尼沙克（Dew）领衔主演的泰国同志爱情剧。此剧预计将在2025年通过GMM 25电视台播出。
此剧由GMMTV制作，并在2024年11月GMMTV的“RIDING THE WAVE”新戏发布会上公开先导预告片。

## 剧情简介
一位刚毕业的艺术家运气不佳，接受了一份的新工作，为雇主的代言人与人会面，他发现自己夹在新雇主和同事之间，这开启了他人生混乱的新篇章。

## 演员阵容

### 主要人物
- 钟朋·阿卢迪吉朋 饰演 Jira
- 阿塔潘·彭萨瓦 饰演 Ko
- 吉拉瓦·苏提瓦尼沙克 饰演 Pheem

### 其他人物
- 塔诵·格琳纽慕
- 提纳潘·挡堆